# Leonardon ikkunat
Leonardon ikkunat è un film del 1986 diretto da Pirjo Honkasalo e basato sulla vita del pittore italiano Leonardo da Vinci.